# Avenue Salvador-Allende
L'avenue Salvador-Allende, est une voie de communication d'Épinay-sur-Seine.

## Situation et accès

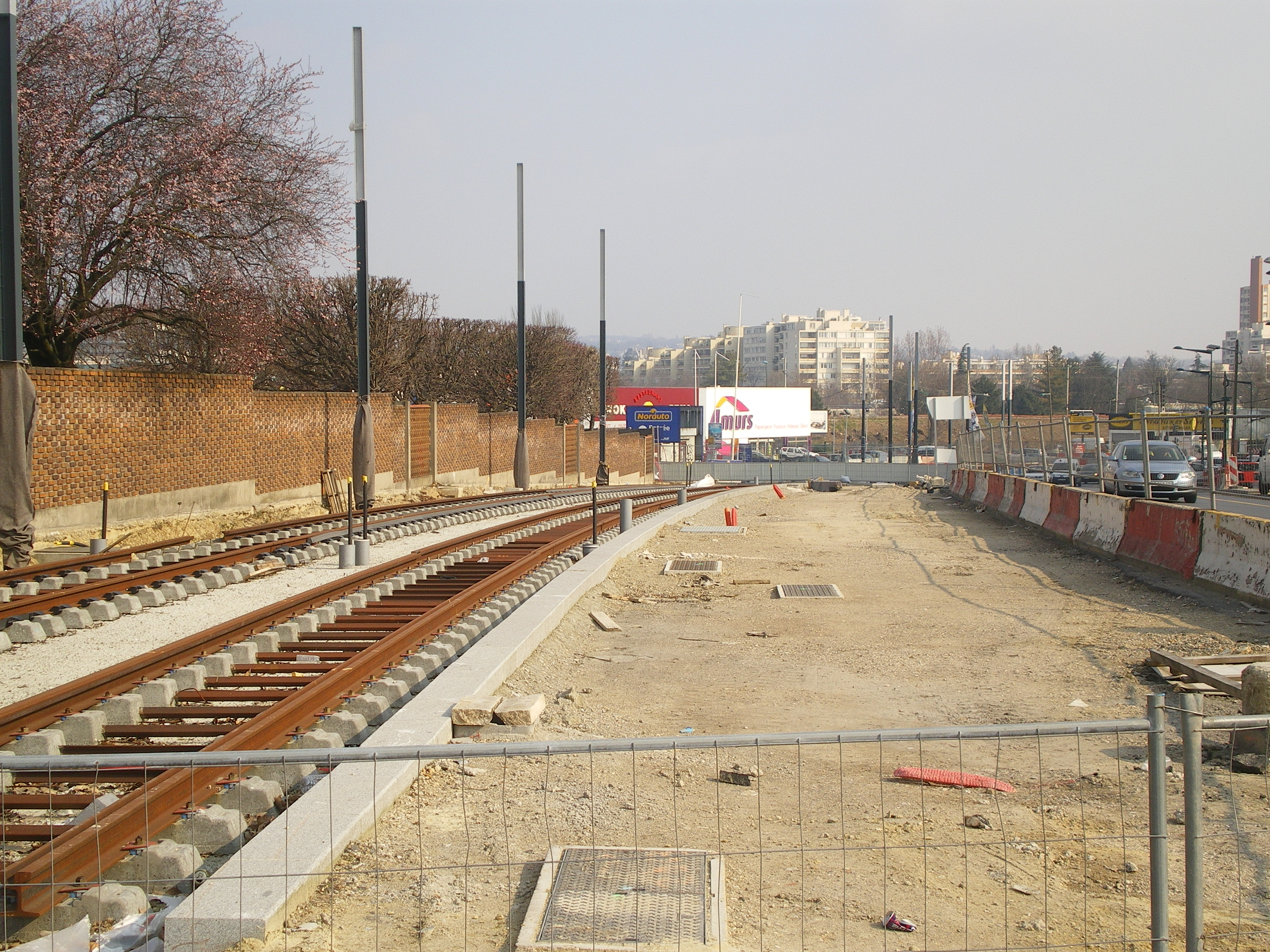
Travaux du T8 en 2013.

Cette voie de communication suit le tracé de la route départementale 234, marquant du côté est le début de la rue Gilbert-Bonnemaison. Elle est desservie par la ligne 8 du tramway d'Île-de-France.

## Origine du nom
Cette avenue rend hommage à Salvador Allende (1908-1973), président de la République du Chili.

## Historique

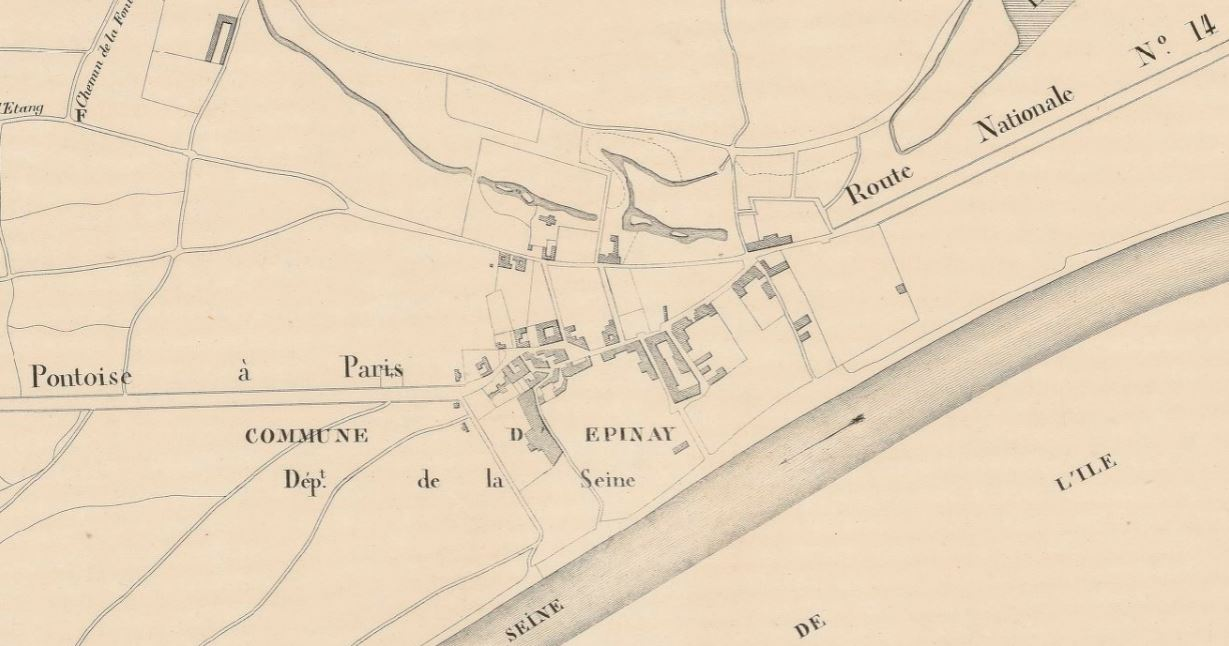
Plan d'ensemble des communes de Soisy, Deuil, St Gratien et Epinay, Avril Frères, 1852.

L'avenue Salvador-Allende, percée postérieurement à 1852, a permis de joindre la route départementale 914 au pont d'Épinay.

## Bâtiments remarquables et lieux de mémoire

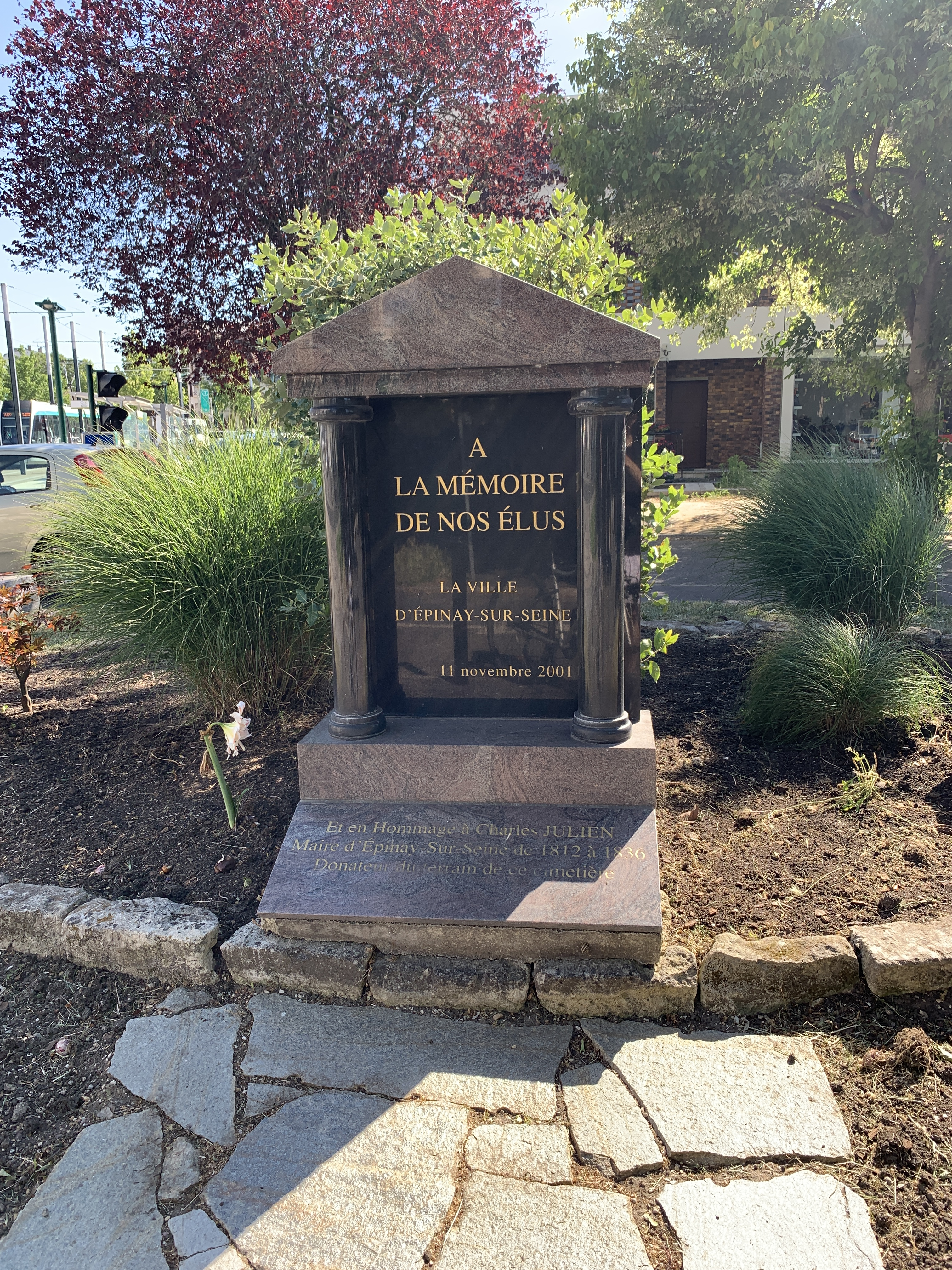
Stèle "À la mémoire de nos Élus", sise à l'entrée du cimetière, 2020.

- Cimetière d'Épinay-sur-Seine[2], mis en service en 1813[3],[4].
- Une stèle à la mémoire de Charles Julien, propriétaire[5], maire de la ville de 1812 à 1836.